# フランス領ギアナ

ギアナ地域圏 / ギアナ県
Guyane

ギアナ地域圏及びギアナ県（フランス語: Guyane、ギュイヤンヌ）は、南アメリカ北東部に位置するフランスの海外県ならびに海外地域圏である。なおフランスの主要な海外領土は、本土のように数県で地域圏（レジオン）となるのではなく、1県で地域圏となり、同一の自治体が県と地域圏とを兼ねる。
フランス語圏を除いて、フランス領ギアナ（フランスりょうギアナ、フランス語: Guyane française、ギュイヤンヌ・フランセーズ）または仏領ギアナ（ふつりょうギアナ）と呼ばれる。英語圏ではフレンチ・ガイアナ（French Guiana）と呼ばれる。
西をスリナム、南と東をブラジルと接し、北は大西洋に面する。面積は北海道本土とほぼ等しい。県都はカイエンヌ。

## 歴史
元々この地域には古くから、カリブ族、アラワク族、エメリロン族、ガリビ族、パリクール族、ワヤンピ族（またはオヤンピ族）、ワヤナ族などの先住民族が居住していた。
1604年、ブルボン朝のアンリ4世の命を受けたラ・ラヴァルディエールがギアナ地方に港を建設し、アマゾンの調査を行った。その後、ギアナに少しずつフランスから入植者が入るようになり、1638年にカイエンヌの町を設立し、1664年から本格的な定住が始まった。1667年のブレダの和約により、ギアナをネーデルラント連邦共和国（現：オランダ）、イングランド王国と分割。その後も入植は続いたが、風土病で多くの死者を出した。
18世紀末、フランス革命直後のフランス立法府は、ギアナでの流刑地の建設に着手した。19世紀から20世紀半ばまでに、政治犯を中心に囚人がギアナに送られ、「呪われた土地」あるいは「緑の地獄」などと呼ばれていた。特に沖合いにある、流刑島のディアブル島は、その名の通り「悪魔の島」として知られる。1809年に一時ポルトガル王国に占領されるが、1814年のパリ条約により返還され、フランスがギアナの領有を保っている。1850年代、フランス国内の政治犯を悪魔の島に移送したことをはじめ、第二次世界大戦時まで重罪人が収監された流刑植民地として広く知られた。1858年から1900年まで、ゴールドラッシュが起こり、2万人以上が黄金を求めてやって来たため、ギアナの人口は急増した。1946年3月19日、フランスでの行政上の区分は、植民地から海外県に変更された。
1968年より稼働したフランス国立宇宙研究センターのギアナ宇宙センターがあり、アリアン4やアリアン5を打ち上げるなど、フランスによる宇宙開発の拠点となっている。

## 政治

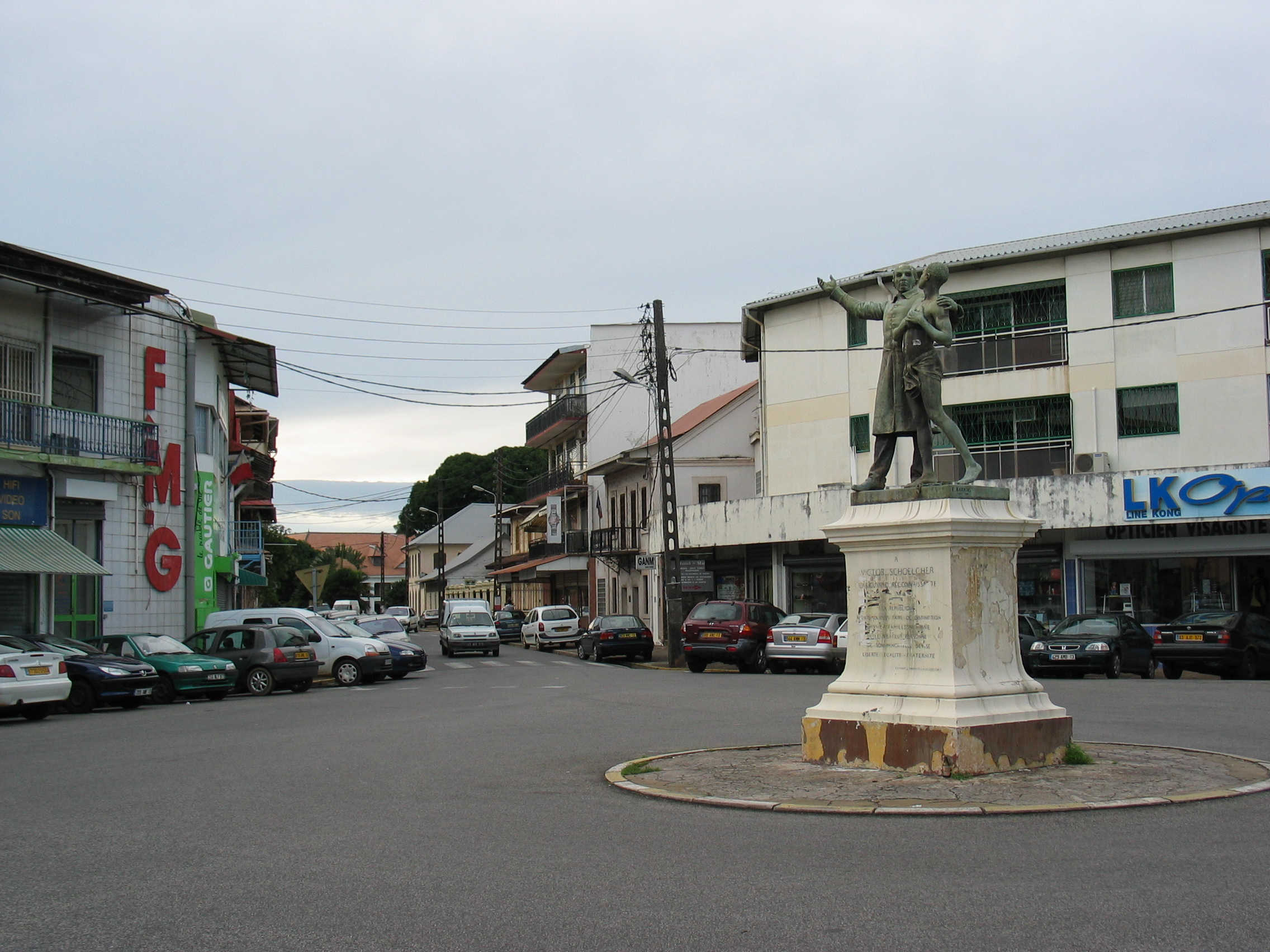
カイエンヌの街並み

フランスの海外県であり、欧州連合（EU）圏内においてヨーロッパ大陸外に位置する最大の地域であり、北アフリカにあるスペインのセウタ、メリリャと並んで、EU圏内で島嶼を除いたヨーロッパ大陸外に位置する三地域の内の一つである。県都はカイエンヌ。元首はフランス大統領で、地方議会の議長が行政長官となっている。二つの地域に分かれ、19人からなる普通議会と34人からなる地方議会があり、議員は共に選挙によって選出される。22のコミューンがある。
フランス領ギアナは二人の議員を国民議会（下院）に送り、一人はカイエンヌとマコウリアの2コミューンを、もう一人は残りのフランス領ギアナの全体を代表している。後者の選挙区はフランス共和国の陸地の中では最も大きい。フランス領ギアナはまた、元老院（上院）に一人の議員を派遣している。
フランス領ギアナが慢性的に抱える問題は不法移民とブラジルやスリナムからの金の盗掘者の増加である。フランス領ギアナとスリナムの国境は熱帯雨林の間を流れるマロニ川で、国家憲兵隊とフランス外人部隊によるパトロールが困難である。スリナムとの国境線は議論を呼んでいる。

### 旗

2010年から2015年まで議会が採用した旗

フランス領ギアナ議会にて2010年1月29日から2015年まで採用された旗がある。この旗は、特にパン・アフリカ主義者により支持されている。しかし、フランス政府はその間も承認せず、対外的な公式旗はフランスの国旗の三色旗である。

## 地方行政区分

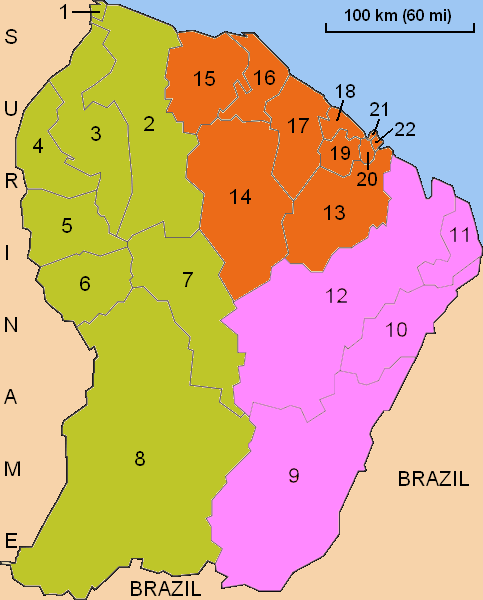
フランス領ギアナの地方行政区画。

フランス領ギアナは、3つの郡、22のコミューンからなる。
| サン＝ローラン＝デュ＝マロニ郡                                                                                          | サン＝ジョルジュ郡                              | カイエンヌ郡 |
| --- | ----------------------------------------------- | --- |
| 1. Awala-Yalimapo 2. Mana 3. サン＝ローラン＝デュ＝マロニ 4. Apatou 5. Grand-Santi 6. Papaïchton 7. Saül 8. Maripasoula | 1. Camopi 2. Saint-Georges 3. Ouanary 4. Régina | 1. Roura 2. Saint-Élie 3. Iracoubo 4. Sinnamary 5. クールー 6. Macouria 7. Montsinéry-Tonnegrande 8. Matoury 9. カイエンヌ 10. Remire-Montjoly |

### 主要都市
- カイエンヌ
- クールー
- サン＝ローラン＝デュ＝マロニ

## 地理
フランス領ギアナは沿岸部と内陸部の二つに区分される。沿岸部には人口の大多数が居住しており、内陸部には熱帯雨林のために近づきがたい。北緯4度より北は標高100m以下の低地が、それよりも南は丘陵地が広がる。最南部はギアナ高地となっている。中央部を南北に分水嶺が走り、行政区も2つに分かれている。最高峰は、ベルヴューデリーニニ山（851m）。スリナムとの国境にはマロニ川、ブラジルとの国境にはオヤポク川が流れる。また、沿岸部には幾つかの小さな島があり、ディアブル島などがある。

### 気候
フランス領ギアナの気候は、ケッペンの気候区分では、Am（熱帯モンスーン気候）である。降水量は北部ほど多く、4000mmに達する。

## 経済

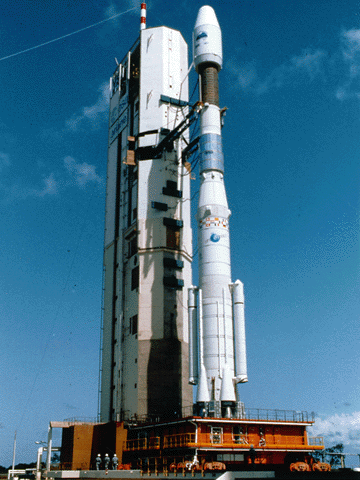
ロケット発射場 (1992年)

フランス領ギアナの最大の産業は漁業（輸出の4分の3を占める）であり、金、木材が続く。製造業はほとんど存在せず、農業もあまり盛んではないが、主にバナナ、コーヒー、サトウキビ、米などを栽培している。ラム酒、エビ、木材などは有望である。また、観光においては近年特にエコツーリズム産業が発展している。
1968年より稼働したクールーに所在するギアナ宇宙センター（CSG）に関連する産業がフランス領ギアナの国内総生産（GDP）の25%を占めている。CSGで4600人が雇用され、フランス領ギアナの全労働者の約15%が宇宙産業の仕事に従事しているとされる。

一方で失業率は約20%で、特に15歳から24歳の人口の約40%が失業している。2017年4月にはCSGの前で労働者による賃上げと治安改善を要求するストライキとデモが行われた。

## 交通

### 空港
カイエンヌにカイエンヌ・フェリックス・エブエ国際空港がある。フランス領ギアナにおいてインフラ整備は遅れており、上水道の整備や学校の整備といったプロジェクトの進捗は2019年時点で4割以下に留まっている。

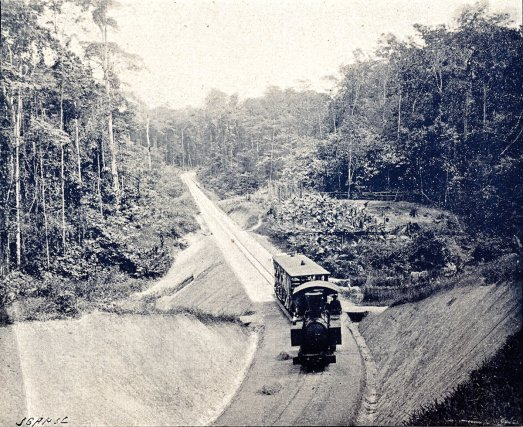
タイガー・キャンプの鉄道区間。1905年ごろのサン＝ローラン - サン＝ジャン＝デュ＝マロニ間の区間

### 鉄道
フランス領ギアナには鉄道網は存在しないが、例外として、ギアナ宇宙センター（Centre Spatial Guyanais）内にロケット部品の輸送に使用される短い鉄道区間がある。かつてこの地域が流刑地であった際に、囚人によって鉄道路線が建設され、各流刑地を結んでいた。現在、それらの路線は放棄され、大部分がジャングルに覆われているが、一部の地域ではその遺構がまだ見ることができる。

## 住民
2008年時点のフランス領ギアナの人口は20万9000人であり、大多数が沿岸部に居住している。センサスによると住民の54.4%がフランス領ギアナ生まれであり、11.8%がフランス本土、5.2%がフランス領カリブ諸島のフランス海外県（グアドループとマルティニーク）であり、28.6%が外国生まれである（特にブラジル、スリナム、ハイチ等）
移民は約2万人ほどだと推測される。
クレオール人とアフリカ系黒人が66%、ヨーロッパ（特にフランス）からの入植者の子孫は12%で、インド人（印僑）が12%、先住民インディオが人口の3 - 4%、南アメリカの最多民族のマルーン（逃亡奴隷の黒人の子孫）の一族がおり、華人やフランス領インドシナ時代のベトナムやラオスなどからの移住者（ミャオ族）も少数だがいる。
宗教はカトリックが54%を占め、マルーンやインディオには独自宗教を信仰するグループもある。公用語はフランス語で、フランス領ギアナ・クレオール語なども話す。
マルーンは主にマロニ川沿いに居住している。パラマッカ、オカン（スリナムにも居住している）、ボニ（アリュク）などのグループがある。
先住民のインディオのグループとしてはアラワク族、カリブ族、エメリジョン族（Emerillon; 別名: Teko）、ガイビ族（現在はカリーニャ族と呼ばれる）、パリクル族（Palikur）、ワヤンピ族（Wayampi）、ワヤナ族などが存在する。
| 年     |          | 人口      |
| ------ | -------- | --------- |
| 1790年 | 推測     | 014,520人 |
| 1839年 | 推測     | 020,940人 |
| 1857年 | 推測     | 025,561人 |
| 1891年 | 推測     | 033,500人 |
| 1946年 | センサス | 025,499人 |
| 1954年 | センサス | 027,863人 |
| 1961年 | センサス | 033,505人 |
| 1967年 | センサス | 044,392人 |
| 1974年 | センサス | 055,125人 |
| 1982年 | センサス | 073,022人 |
| 1990年 | センサス | 114,678人 |
| 1999年 | センサス | 157,213人 |
| 2007年 | 推測     | 209,000人 |
| 2009年 | センサス | 221,500人 |

- 過去のセンサスと INSEE の見積もりからの公式な数値である。

## 隣接行政区画
- 北：大西洋
- 東： アマパー州 オイアポケ
- 南： アマパー州 Laranjal do Jari
- 西： マロウィネ地方 （Galibi、Albina）
- 西： シパリウィニ地方 Tapanahony

## 著名な出身者
- フェリックス・エブエ - フランス領赤道アフリカ・チャド総督
- アンリ・サルヴァドール - 歌手
- ガストン・モネルヴィル - フランス上院議長
- イスマイル・ユルバン - ジャーナリスト・通訳
- ルネ・マラン - 作家（ゴンクール賞受賞）
- ジャン＝クロード・ダルシュビーユ - 元サッカー選手
- ベルナール・ラマ - 元サッカー選手
- クロード・ダンブリー - 元サッカー選手
- フローラン・マルダ - 元サッカー選手
- オドソンヌ・エドゥアール - サッカー選手
- アラン・サン＝マクシマン - サッカー選手
- マイク・メニャン - サッカー選手
- ケビン・セラフィン - バスケットボール選手
- リビオ・ジャン＝シャルル - バスケットボール選手
- リュシ・デコス - 柔道家